# Bernhard Brand
Bernhard Brand (* 23. August 1525 in Basel; † 13. Juli 1594 ebenda) war ein Schweizer Hochschullehrer, Diplomat und Politiker.

## Leben
Brand war ein Sohn des Theodor Brand (1488–1558), Scherer und Wundarzt sowie Ratsmitglied und Bürgermeister von Basel, und dessen Ehefrau Chrischona, geb. Kösin (Koesy). Er studierte Rechtswissenschaften in Basel und Paris und erwarb 1548 das Licentiat der Rechte. Im gleichen Jahr wurde er Professor der Institutionen und Domherr zu St. Peter.
1552 trat Brand in französische Dienste und wurde Fähnrich bei Hauptmann Bartle Hartmann im Heer König Heinrichs II. Er machte einen Zug nach Frankreich mit, kehrte aber noch im Winter desselben Jahres zurück. 1554 übernahm er die Landvogtei Homburg. 1557 trat er bis zum Frieden von Cateau-Cambrésis wieder in französische Dienste. 1560 wurde er Ratsherr seiner Zunft, 1563 Mitglied des geheimen Rats. Er war Deputat und Dreierherr und wurde als Gesandter zu Kaiser Ferdinand I. entsandt, um die Bestätigungsurkunde der Freiheiten Basels in Empfang zu nehmen. Bei dieser Gelegenheit wurde er in den Adelsstand erhoben. 1570 wurde Brand zum Oberstzunftmeister (zweithöchstes Amt nach dem Bürgermeister) ernannt. Durch Kauf des Schlosses wurde er 1572 Herr zu Wildenstein. 1577 wurde er erneut Vogt auf Farnsburg. 1591 war er wieder im Staatsdienst.
Gemeinsam mit seinem Schwager Johannes Herwagen d. J. ist Brand auch als Drucker nachweisbar.

## Familie
Bernhard Brand war zweimal verheiratet, in erster Ehe 1547 mit Rahel Herwagen(1529–1568), einer Tochter des Druckers Johannes Herwagen d. Ä.; in zweiter Ehe heiratete er 1568 Margaretha Wagner von Mülhausen (1549–1610), die die Stieftochter von Hans Philipp von Offenburg war. Aus dieser Ehe gingen u. a. die folgenden Kinder hervor:
- Anna Brand (1575–1596) verheiratet mit Jakob Henric Petri (1570–1641)
- Judith Brand (1579–1610) verheiratet mit Jakob Zwinger (1569–1610)
- Sara Brand (1582–1648) verheiratet mit Werner Eglinger (1568–1616)
- Maria Brand (1584–1610) verheiratet mit Wolfgang Meyer zum Hirzen (1577–1653)